# La Dervenn
La Dervenn, est une petite île du golfe du Morbihan appartenant au domaine maritime.

## Toponymie
Enez er Dervenn en breton signifie L'Île du chêne. Dervenn étant un singulatif de Derv signifiant chêne.

## Protection
La Dervenn fait l'objet d'un arrêté préfectoral de protection de biotope (APPB) qui vise la préservation de biotopes variés, indispensables à la survie d’espèces protégées spécifiques, depuis le 12 janvier 1982.
L'accostage est généralement interdit du 15 avril au 31 août